# 刚果河 (纪录片)
《刚果河》是英國廣播公司電視（BBC）于2001年播出的一部紀錄片，介绍了中部非洲刚果河的自然历史，共三集，分别为“众河之河”（"The River That Swallows All Rivers"）、“森林精魂”（"Spirits of the Forest"）、“林中足迹”（"Footprints in the Forest"）。《刚果河》是BBC制作播出的第一部关于河流的纪录片，之后又制作了《尼罗河》（2004年）与《恒河》（2007年）。